# Simek Péter
Simek Péter (Mór, 1980. január 30. –) magyar labdarúgó. Az eredeti posztja jobb-szélső támadó középpályás, edző.

## Pályafutása
Miután bemutatkozott a Videotonban, átigazolt a Gázszer FC-hez 1999-ben, ahol két szezont is lehúzott. Ezután a Vasas vette meg. Az új csapatát hozzásegítette az UEFA kupa selejtezőinek eléréséhez. A karrierje igazán akkor csúcsosodott ki, amikor megvette az Újpest. Mialatt Budapesten játszott, Simeket első alkalommal meghívták a Magyar labdarúgó-válogatottba. Ő azonban eligazolt Újpestről három sikeres szezon után, hogy visszatérhessen a nevelőcsapatába, a Videotonba. A 2005/2006 szezon elején egy sérülés hátráltatta, majd, amikor visszatért a pályára, kiváló teljesítményt nyújtott, és eligazolt a Poli Timişoara csapatába 480 000 dollárért. Egy sikertelen szezon után, amelyben többször hátráltatta térdsérülés, visszatért a Videoton csapatába. 2009 januárjában régi klubja, az Újpest egy plusz fél évre, majd, miután meggyőzte őket Simek teljesítménye, 2012-ig szóló szerződést kötöttek vele. 2011 nyarán ismét a Vasashoz szerződött, mivel Újpesten már nem számítottak rá.

## Sikerei, díjai

### Klubcsapatban
- Újpest FC:
  - Magyar Szuperkupa győztes: 2002

### Egyéni
- Az év magyar felfedezettje: 2001
- Bozsik-díj: 2004

## Statisztika

### Mérkőzései a válogatottban
| Magyarország | Magyarország        | Magyarország                    | Magyarország | Magyarország | Magyarország | Magyarország | Magyarország | Magyarország |
| #            | Dátum               | Helyszín                        | Hazai        | Eredmény     | Vendég       | Kiírás       | Gólok        | Esemény      |
| ------------ | ------------------- | ------------------------------- | ------------ | ------------ | ------------ | ------------ | ------------ | ------------ |
| 1.           | 2003. november 19.  | Budapest, Üllői úti Stadion     | Magyarország | 0 – 1        | Észtország   | barátságos   | -            | 68'          |
| 2.           | 2004. február 21.   | Nicosia (CYP)                   | Magyarország | 0 – 3        | Románia      | barátságos   | -            |              |
| 3.           | 2004. április 25.   | Zalaegerszeg, ZTE Aréna         | Magyarország | 3 – 2        | Japán        | barátságos   | -            | 11' 62'      |
| 4.           | 2004. április 28.   | Budapest, Puskás Ferenc Stadion | Magyarország | 1 – 4        | Brazília     | barátságos   | -            | 46'          |
| 5.           | 2004. augusztus 18. | Glasgow, Hampden Park           | Skócia       | 0 – 3        | Magyarország | barátságos   | -            |              |
| 6.           | 2004. szeptember 4. | Zágráb, Maksimir Stadion        | Horvátország | 3 – 0        | Magyarország | barátságos   | -            | 8' 17'       |
| 7.           | 2004. szeptember 8. | Budapest, Szusza Ferenc Stadion | Magyarország | 3 – 2        | Izland       | vb-selejtező | -            | 89'          |
| 8.           | 2004. november 30.  | Bangkok (THA)                   | Magyarország | 0 – 1        | Szlovákia    | Király-kupa  | -            |              |
| 9.           | 2005. február 2.    | Isztambul (TUR)                 | Magyarország | 0 – 0        | Szaúd-Arábia | barátságos   | -            | 67'          |
|              | Összesen            |                                 |              | 9            | mérkőzés     |              | 0            | gól          |

## Magánélete
Felesége Kapócs Zsóka.

## Külső hivatkozások
- Simek Péter adatlapja a magyarfutball.hu-n